# Nathalie Pâque
Pour les articles homonymes, voir Pâque (homonymie).
Nathalie Pâque est une chanteuse, comédienne et metteuse en scène belge, née le 11 mai 1977 à Rocourt, dans la commune de Liège.

## Biographie
Enfant, Nathalie Pâque suit des cours de chant, de diction, de danse et d'art dramatique à l'académie Grétry,. Début 1989, Antenne 2 la choisit pour représenter la France au 34e Concours Eurovision de la chanson avec le titre J'ai volé la vie. Les auteurs-compositeurs de cette chanson sont Sylvain Lebel, Guy Mattéoni et G. G. Candy,. Le 6 mai 1989 à Lausanne en Suisse, Nathalie Pâque représente donc la France au Concours Eurovision de la chanson, passant sur la scène en quinzième position. Elle est la plus jeune candidate de l'histoire du concours, âgée de 11 ans et 11 mois (ayant 12 ans cinq jours après le concours). Lors de la même édition, le candidat israélien Gili (en duo avec Galit) est alors âgé de douze ans. Ils sont donc tous les deux plus jeunes que Sandra Kim, gagnante de l'Eurovision 1986 pour la Belgique, qui avait alors treize ans et demi.
Au terme du concours, après le décompte final des points, Nathalie Pâque se classe huitième sur vingt-deux participants, avec 60 points,. Le duo qu'elle entame après le concours avec Céline Dion, présente en tant que vainqueur de l'édition 1988, reste un souvenir qu'elle aime à se rappeler,.
L'âge de Nathalie Pâque et de l'israélien Gili crée une vive polémique, surtout dans les médias. L'UER modifie l'année suivante le règlement qui impose désormais un âge minimum de 16 ans pour être candidat,.
Nathalie Pâque continue sa carrière. La décennie nouvelle est riche pour la production discographique de la liégeoise. La chanson Bébé bambou sort en single en 1990, suivi l'année suivante de Danse. Parmi ses succès on peut noter Danse ou Nous, c'est spécial. Sorti en 1992, ce dernier titre est écrit par Claude Lemesle, Jimmy Nazim, Marilena Orlando et Franky Paolo. Elle est l'une des interprètes de la chanson caritative On a toujours quelqu'un avec soi au bénéfice du Télévie, tout comme Axelle Red, Benny B, Claude Barzotti, Frank Michael, le Grand Jojo, Jeff Bodart, Muriel Dacq, Philippe Swan, Sandra Kim, etc. La jeune fille décroche un premier prix de comédie à l'Académie de Liège en 1992. Elle est l'une des invitées récurrentes de l'émission télévisée de variétés 10 qu'on aime. Celle-ci est diffusée le dimanche soir entre 1989 et 1995 sur RTL-TVI, la première chaîne privée francophone en Belgique. Plusieurs de ces chansons sont d'ailleurs gravées sur les diverses compilations 10 qu'on aime,. Elle contribue en Belgique à la chanson populaire francophone des années 1990, avec ses succès discographiques dans le ton de l’époque, ses qualités vocales autant que chorégraphiques, diffusées lors de ses prestations en émissions télévisées à grande audience. Cette médiatisation entretient sa notoriété dans son pays natal où elle se produit à diverses occasions.
La jeune chanteuse sort un album intitulé C'est vrai… je t'aime en 1996 suivi deux ans plus tard d'un autre opus, Chante-nous la vie,. Elle prend part à l'écriture d'un titre de cet album, Montréal. Toujours en 1998, elle participe au single Le bal des gueux d'Alec Mansion au profit de l’Opération Thermos, qui distribue des repas pour les sans-abris, dans les gares. Cette chanson est interprétée par trente-huit artistes et personnalités dont Toots Thielemans, Stéphane Steeman, Marylène, Armelle, Jacques Bredael, Lou, Alec Mansion, Muriel Dacq, les frères Taloche, Morgane, Nathalie Pâque, Frédéric Etherlinck, Richard Ruben, Christian Vidal, Marc Herman, Jeff Bodart, Jean-Luc Fonck, Benny B et Daddy K.
Pour la chanteuse liégeoise, les années 2000 sont la décennie des comédies musicales et des scènes théâtrales. L'interprète belge joue son premier rôle dans une comédie musicale avec la création en français de Titanic en 2000 à l'Opéra royal de Wallonie,,,. Elle rencontre l'homme qui deviendra son mari lors de représentations de cette comédie musicale à Avignon. Nathalie Pâque réitère l'expérience Titanic en 2001, 2002, 2005 et 2006,. À partir du 6 octobre 2001 et pendant trois mois, elle est meneuse de revue au Trocadéro à Liège en tant qu'invitée d'honneur,. Elle joue le rôle-titre de Blanche-Neige (nl) en 2003 et 2004 au Forum de Liège, au Palais des Beaux-Arts de Charleroi, au Cirque Royal de Bruxelles et aux Folies Bergère de Paris,. Philippe Swan en signe l'adaptation et Jean-Luc Moreau est chargé de la mise en scène. Un album est édité par Universal,.
À la rentrée 2002 à Metz, elle intègre la distribution du spectacle musical Chantons sous la pluie dans une mise en scène de Jean-Louis Grinda où elle se perfectionne dans la pratique des claquettes. Cette production, consacrée en 2001 Molière du spectacle musical avec l'Opéra royal de Wallonie, la mène à Montréal en 2004,. Elle est une invitée régulière pour chanter dans les émissions de Pascal Sevran La Chance aux chansons et Chanter la vie. Parallèlement, elle est choriste sur le disque de 2004 True Lies de Leo ainsi qu'en 2011 sur Cheerleaders de Pierrick Pédron,.
Entre 2004 et 2006, elle est à l'affiche de Chance !,. Il reçoit le Marius du meilleur musical 2005 dans la catégorie théâtre musical et un album est distribué. À la rentrée 2005, Nathalie Pâque se produit en solo sur la scène parisienne du Pibar avec ses chansons. Elle intègre en 2005 la troupe de comédiens et chanteurs du parc Astérix. Tout en habitant dans la région de Senlis, elle est alors en représentation dans le spectacle Assurance Fou-rire qui se tient au Théâtre du barde entre 2000 et 2008. La Liégeoise continue d'évoluer dans les équipes artistiques du parc, elle est par exemple encadrante et metteuse en scène depuis 2010. Elle donne naissance le 13 août 2007 à son fils, Baptiste. L’interprète créé en octobre 2007 le spectacle Broadway Baby dans lequel elle chante et joue la comédie,. La naissance de son enfant lui fait lever le pied. Elle est annoncée en juillet 2009 sur les planches de L'Européen à Paris dans Mon cœur fait Boom !. Monté à l'occasion du festival de théâtre musical Les Musicals, ce spectacle est un hommage au répertoire du chanteur Charles Trenet.
En mai 2012, la chaîne de télévision belge RTL-TVI la suit lors d'un reportage. Nathalie Pâque est alors metteur en scène des spectacles du parc Astérix,. Accompagnée en 2017 par un guitariste et un percussionniste, elle se produit en Belgique dans un spectacle acoustique qu'ils ont monté à trois.
Elle enregistre, produit et sort l'album On n'oublie rien avec trois musiciens, Gilles Clément, Cédric Caillaud et Éric Dervieu. Cet album de reprises de Jacques Brel est disponible en 2019. Parallèlement, elle continue de tourner en Belgique avec son spectacle. Entre 2020 et 2023, plusieurs émissions télévisées ou évenements sur scène sont consacrés à 10 qu'on aime. Nathalie Pâque y prend part,,,.

## Discographie

### Singles
- 1987 : Sans toi (sous le nom de Naty Paque)
- 1989 : J'ai volé la vie
- 1989 : Ils reviennent
- 1990 : Bébé bambou
- 1991 : Danse
- 1991 : Noël différent
- 1992 : Kiss Me, avec Daniel Mendy
- 1992 : Nous, c'est spécial
- 1993 : Laisse-moi voyager
- 1996 : C'est vrai…je t'aime
- 1996 : Je garderai pour toi
- 1998 : Qu'importent mes vingt ans
- 1998 : Mama, c'est l'heure

### Albums
- 1996 : C'est vrai…je t'aime
- 1998 : Chante-nous la vie
- 2019 : On n'oublie rien